# Šambré
Šambré je lehká dvoubarevná tkanina v plátnové vazbě z bavlny nebo ze lnu.
Vyrábí s obvykle z barevné osnovy a režněbílého útku. Tkanina, obzvlášť v modrobílém provedení, se na lícní straně podobá denimu (na rubu je denim bělejší), šambré je však zpravidla jemnější a splývavější.
Použití: košile, šaty, sukně . a v menším rozsahu bytové textilie
Název šambré je odvozen od francouzského města Cambrai, kde se asi již ve 13. století vyráběly (pod názvem batist) velmi jemné lněné tkaniny.
V 21. století se bavlna v šambré často nahrazuje polyesterem a zboží se potiskuje. Většina těchto tkanin pochází z Indie. 

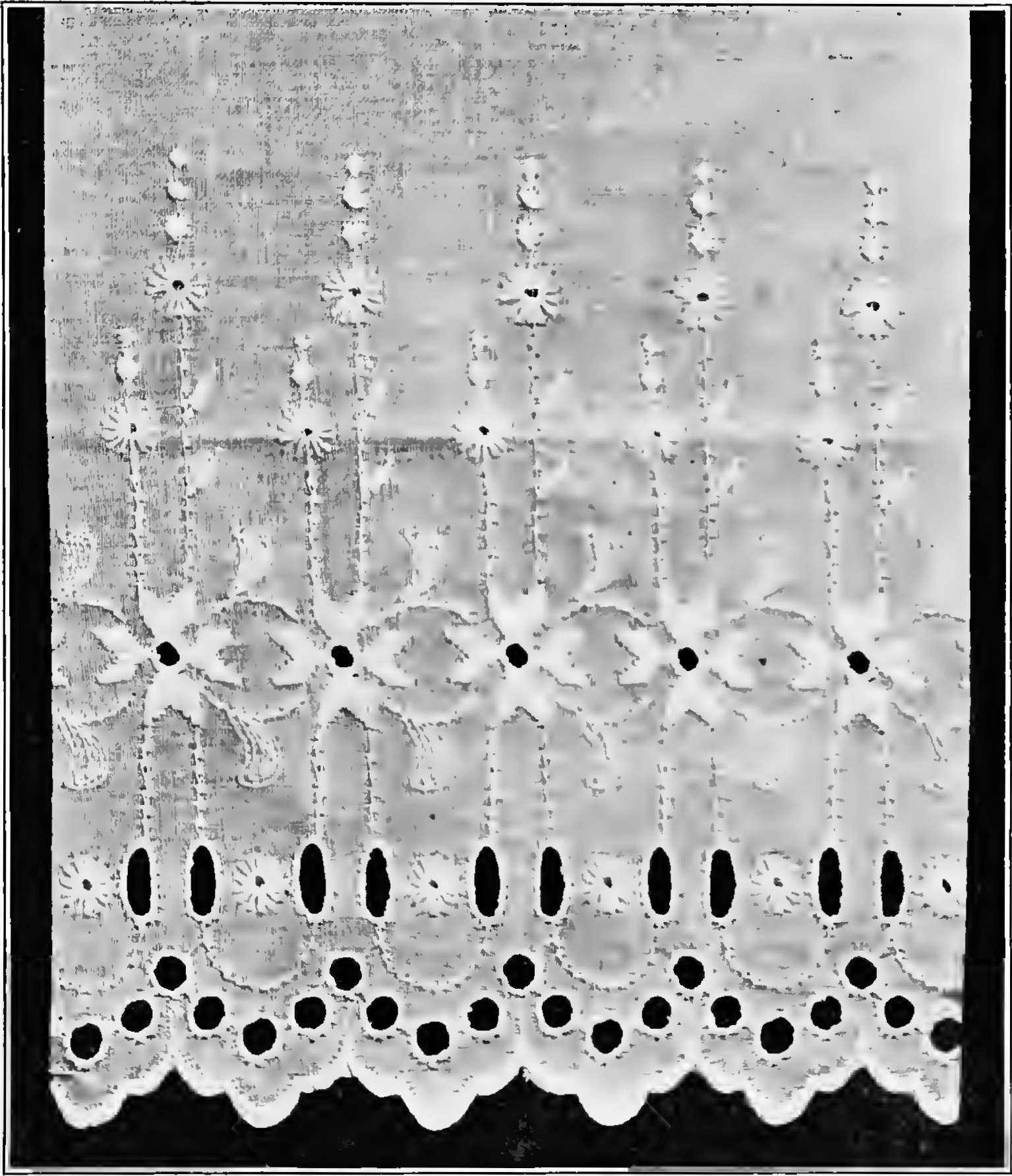
Švýcarská výšivka na šambré (z roku 1908)
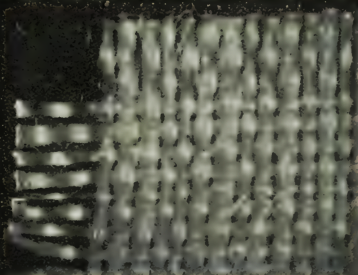
Mikrosnímek ústřižku lněného šambré (začátek 20. století)
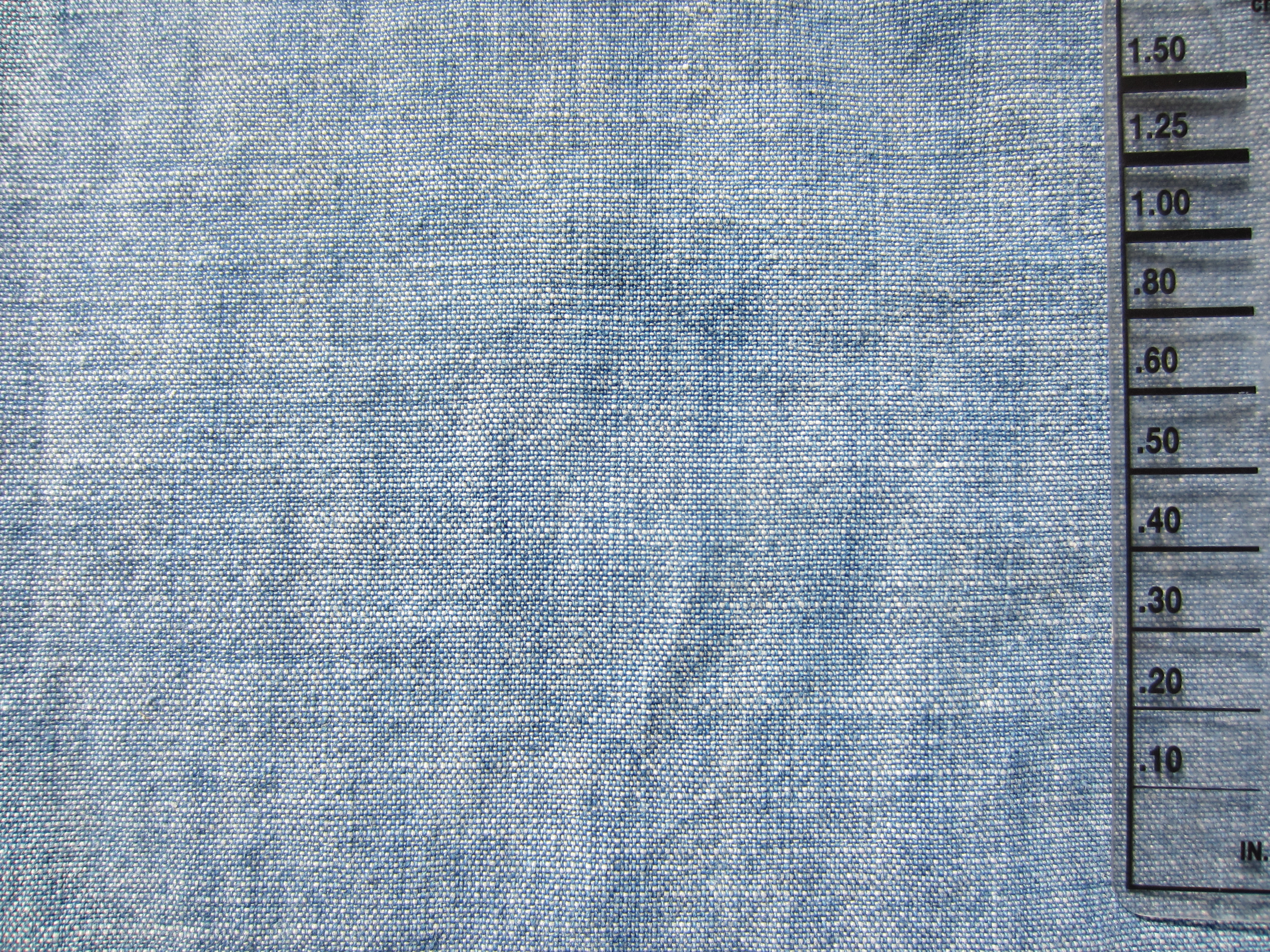
Bavlněné šambré (po vyprání)
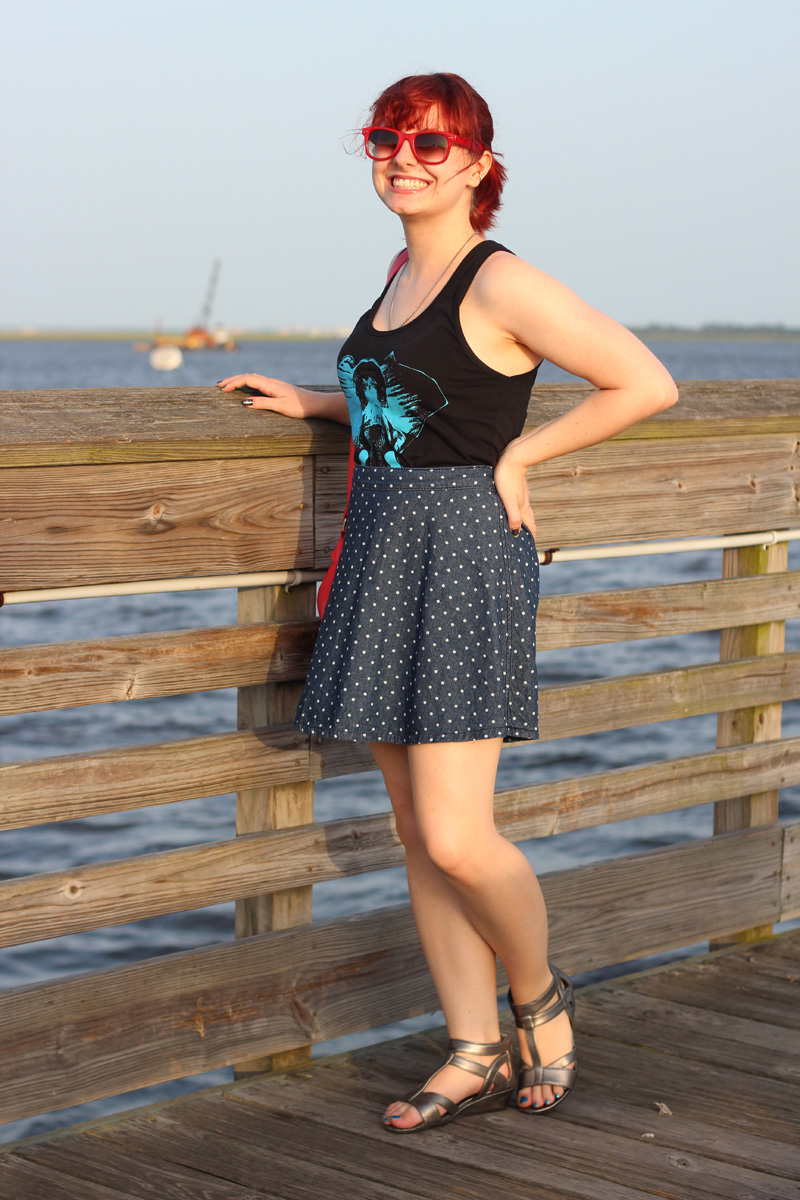
Sukně z potištěného šambré
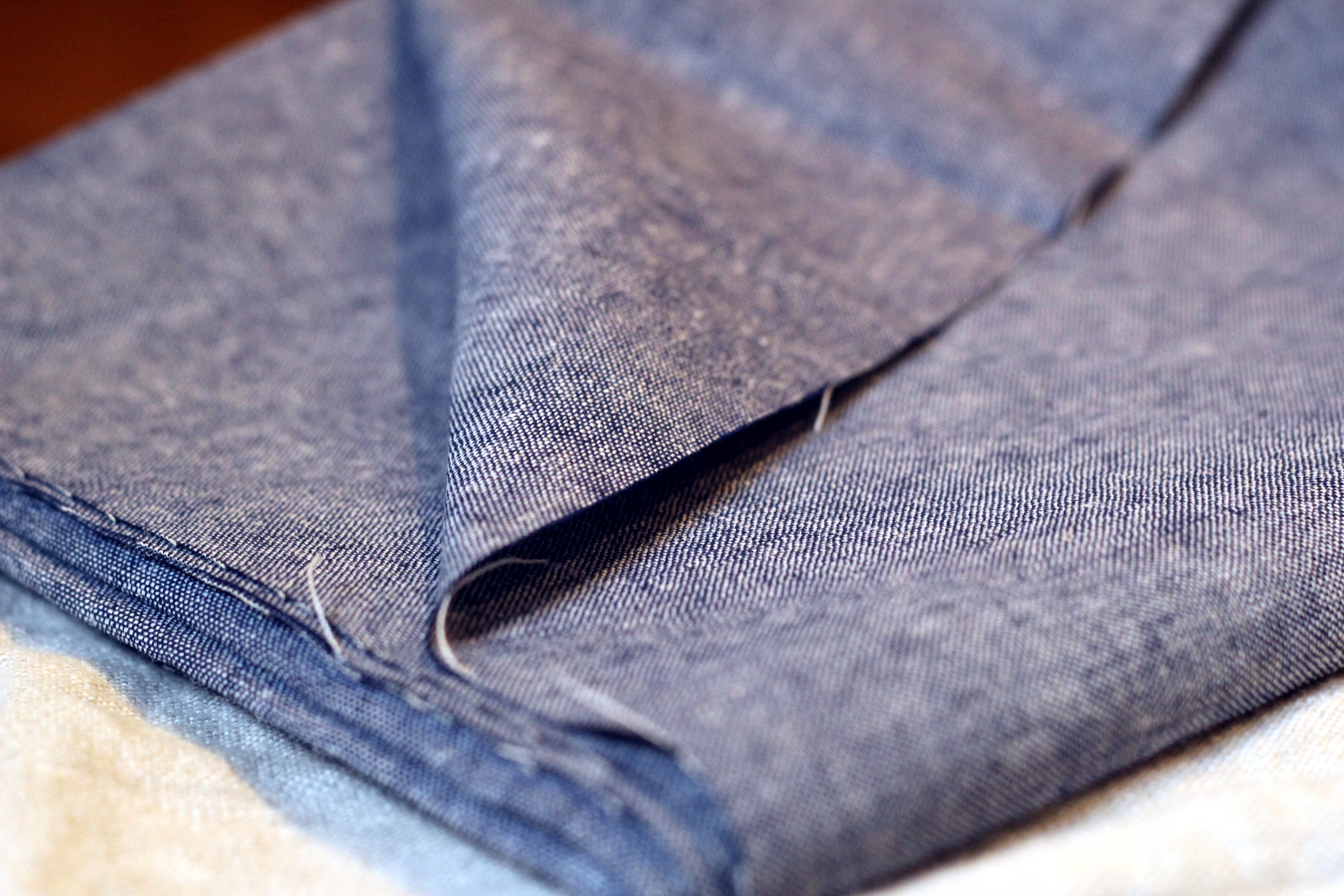
Šambré ze směsi len/bavlna (snímek z roku 2020)